# Fred Spannuth
Fritz „Fred“ Spannuth (* 5. März 1921 in München; † 20. Januar 2010 in Neuwied) war ein deutscher Jazzmusiker (Tenorsaxophon, Klarinette).

## Leben und Wirken
Spannuth spielte in den 1940er Jahren in der Band von Freddie Brocksieper. In den 1950er und 1960er Jahren war er eines der prominentesten Mitglieder des Orchesters von Max Greger. Dort machte er sich nach Wölfer einen guten Namen als ausdrucksstarker Solist. Er nahm Schallplatten unter eigenem Namen, aber auch mit Brocksieper, Greger und 1980 mit dem Munich Jazz Ensemble auf.

## Diskographische Hinweise
- Mr. Clarinet (1969)

## Lexikalische Einträge
- Jürgen Wölfer: Jazz in Deutschland. Das Lexikon. Alle Musiker und Plattenfirmen von 1920 bis heute. Hannibal, Höfen 2008, ISBN 978-3-85445-274-4.